# ماسیمو استانو

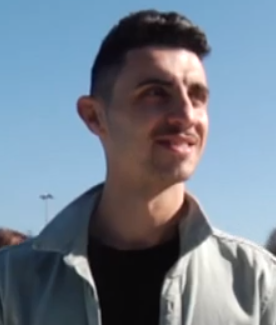
ماسیمو استانو در سال ۲۰۲۱

ماسیمو استانو (ایتالیایی: Massimo Stano؛ زادهٔ ۲۷ فوریهٔ ۱۹۹۲) دونده پیاده‌روی سرعت اهل ایتالیا است.
وی در مسابقات کشوری و بین‌المللی در مجموع برندهٔ ۱ مدال طلا شده‌است.